# Gabriel Andstén

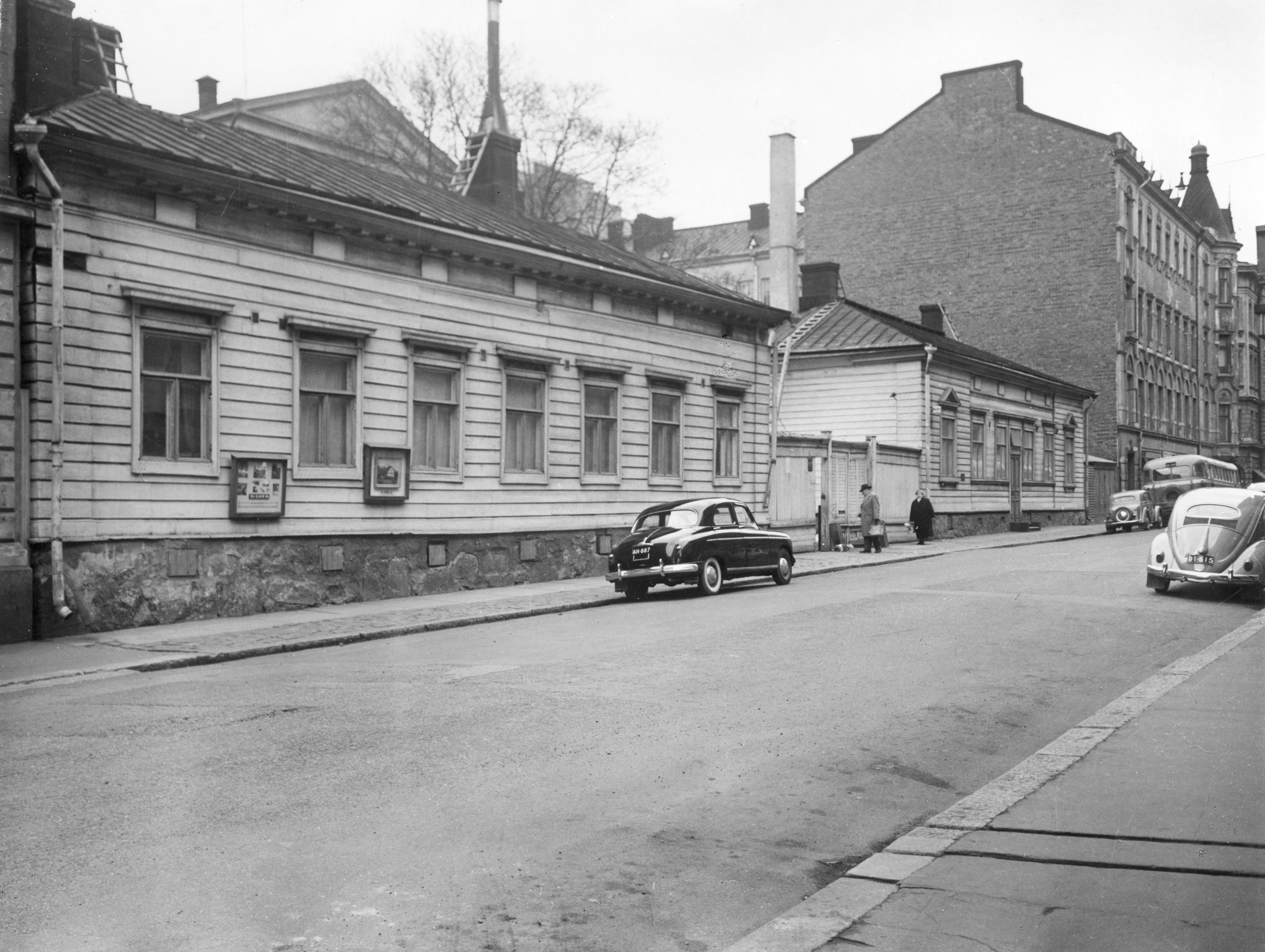
Nylandsgatan 19 och 21.

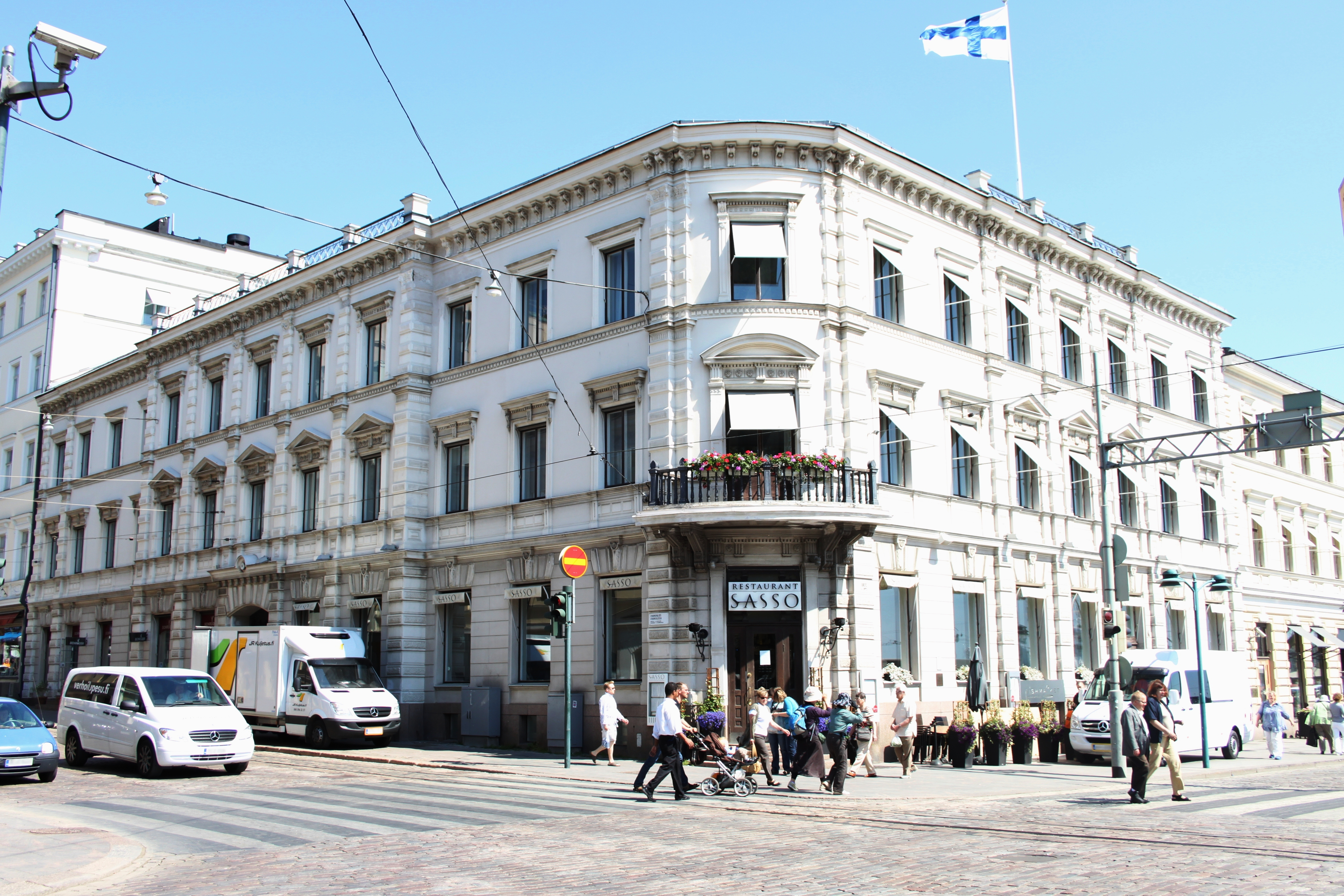
Aschanska huset på Unionsgatan 23/Norra Esplanaden 17 i Helsinki, ritat av Gabriel Andstén, byggt 1833, renoverat 1971

Gabriel Andstén, född 15 juni 1798 i Kiikala, död 17 maj 1839 i Helsingfors, var en finländsk murare och byggmästare. 
Gabriel Andstén var son till smeden Henrik Andstén (1757–1841) och Maria Johansdotter (1859–1829). Han växte upp i Kiikala och flyttade till Helsingfors för att gå i murarlära. Han blev murarmästare och ritade också flera hus i Helsingfors, varav det mst kända är Aschanska huset i hörnet Unionsgatan/Norra Esplanaden.
Han gifte sig  Helsingfors med Anna Lovisa Lindström (1797–1883) och hade med henne åtta barn. Sonen Gabriel Wilhelm Andstén 1822 blev fajansfabrikör i Helsingfors.